# Unpretty
Singles de TLC
No Scrubs
(1999) Dear Lie
(1999)
Unpretty est une chanson interprétée par le groupe féminin américain de RnB TLC, écrite et composée par Dallas Austin et Tionne Watkins. Sortie en single le 10 août 1999, il s'agit du deuxième extrait de l'album FanMail.
Quatrième single de TLC à se classer en tête du Billboard Hot 100 (après Creep en 1994, Waterfalls en 1995 et No Scrubs en 1999), c'est aussi un succès international. 
Les paroles, basées sur un poème écrit par Tionne Watkins, parlent des standards de beauté imposés aux femmes et de la difficulté d'accepter son physique,.

## Distinctions
La chanson reçoit deux nominations aux Grammy Awards: Chanson de l'année et Meilleure prestation vocale pop d'un duo ou groupe.
Le clip vidéo, réalisé par Paul Hunter, est nommé pour le Grammy Award du meilleur clip.

## Classements hebdomadaires
| Classement (1999)                       | Meilleure position |
| --------------------------------------- | ------------------ |
| Allemagne (GfK Entertainment)           | 16                 |
| Australie (ARIA)                        | 3                  |
| Autriche (Ö3 Austria Top 40)            | 24                 |
| Belgique (Flandre Ultratop 50 Singles)  | 13                 |
| Belgique (Wallonie Ultratop 50 Singles) | 30                 |
| Canada (RPM Top Singles)                | 3                  |
| Espagne (PROMUSICAE)                    | 20                 |
| États-Unis (Billboard Hot 100)          | 1                  |
| États-Unis (Hot R&B/Hip-Hop Songs)      | 4                  |
| Finlande (Suomen virallinen lista)      | 12                 |
| France (SNEP)                           | 32                 |
| Irlande (IRMA)                          | 4                  |
| Italie (FIMI)                           | 23                 |
| Norvège (VG-lista)                      | 10                 |
| Nouvelle-Zélande (RMNZ)                 | 3                  |
| Pays-Bas (Nederlandse Top 40)           | 6                  |
| Pays-Bas (Single Top 100)               | 8                  |
| Royaume-Uni (UK Singles Chart)          | 6                  |
| Royaume-Uni (UK R&B Chart)              | 1                  |
| Suède (Sverigetopplistan)               | 8                  |
| Suisse (Schweizer Hitparade)            | 9                  |

## Certifications
| Pays                    | Certification | Unités certifiées |
| ----------------------- | ------------- | ----------------- |
| Australie (ARIA)        | Platine       | 70 000            |
| États-Unis (RIAA)       | Or            | 500 000           |
| Nouvelle-Zélande (RMNZ) | Or            | 5 000             |
| Royaume-Uni (BPI)       | Argent        | 200 000           |
| Suède (GLF)             | Platine       | 30 000            |